# Frankfurt Trench British Cemetery
Frankfurt Trench British Cemetery is een Britse militaire begraafplaats met gesneuvelden uit de Eerste Wereldoorlog, gelegen in de Franse gemeente Beaumont-Hamel in het departement Somme. De begraafplaats werd ontworpen door Reginald Blomfield en wordt onderhouden door de Commonwealth War Graves Commission. Ze ligt in het veld op bijna een kilometer ten noordoosten van het centrum van Beaumont (Église Notre-Dame-de-l'Assomption). Vanaf de weg naar Beaucourt-sur-l'Ancre is het nog bijna 500 m via een veldweg om de site te bereiken. Het terrein heeft een rechthoekig grondplan met een oppervlakte van 427 m² en wordt afgebakend door een stenen boord en een haag. Het Cross of Sacrifice staat in de zuidwestelijke hoek.
Er liggen 161 Britten begraven waaronder 34 niet geïdentificeerde.
Zo'n 190 m zuidelijker ligt de New Munich Trench British Cemetery.

## Geschiedenis
Beaumont-Hamel werd bij de start van de Slag aan de Somme op 1 juli 1916 door de 29th Division aangevallen, maar het kon niet worden ingenomen. Het werd opnieuw aangevallen en op 13 november 1916 ingenomen door de 51st (Highland) en de 63rd (Royal Naval) Divisions. De begraafplaats werd genoemd naar een Duitse loopgraaf die op anderhalve kilometer ten noordoosten van het dorp lag en in handen van de vijand bleef tot de Duitsers zich begin 1917 terugtrokken achter de Hindenburglinie. 
Na de terugtrekking ruimde het Britse V Corps het slagveld van de Ancre op en legde de begraafplaats aan, die ook wel V Corps Cemetery No.11 werd genoemd.
- Peter Aloysius Mullen, soldaat bij de Highland Light Infantry was slechts 17 jaar toen hij op 18 november 1916 sneuvelde.